# Il ritorno del grillo parlante
Il ritorno del grillo parlante è un album in studio di Gianni Drudi, pubblicato nel 1997.

## Tracce
1. Bundiñha  (la danza del culetto) (Brasiliano) – 4:01
2. Vestita di stracci (Ballata) – 3:40
3. Ma che, ma no, ma và!!! (Latino Dance) – 3:48
4. Agguanta la mela! (Cha Cha Cha) – 3:24
5. Faccela vedé!!! (Hully Gully-Reggae) – 4:00
6. Il ballo del cammello! (Dance) – 3:45
7. Addio Summertime (Lento) – 4:32
8. Nera nera (Limbo-Menehito) – 3:47
9. Macaregna che carogna! (feat. Benito Urgu) – 3:24
10. Facciamo baracca (Disco) – 4:14
11. Il ritorno del grillo parlante! (Moderato) – 3:08
12. Il ballo del pinguino (Let Kiss-Hully Gully) – 3:55